# XO-2Nb
XO-2Nb ist ein Exoplanet, der den gelben Zwerg XO-2N alle 2,616 Tage umkreist. Auf Grund seiner hohen Masse wird angenommen, dass es sich um einen Gasplaneten handelt.

## Entdeckung
Der Planet wurde von Christopher M. Johns-Krull et al. im Jahr 2007 entdeckt mittels Transitmethode.

## Umlauf und Masse
Der Planet umkreist seinen Stern in einer Entfernung von ca. 0,0369 Astronomischen Einheiten und hat eine Masse von ca. 180 Erdmassen bzw. 0,6 Jupitermassen.